# 배연정
배연정(裴延政, 1952년 6월 1일 ~ )은 대한민국의 코미디언이다. 코미디언 배연정 소머리국밥을 운영하면서 제2의 전성기를 누리고 있다. 한때 췌장암으로 투병하기도 했다. 코미디언 배연정 소머리국밥 곤지암본점은 경기도 광주시 곤지암읍에 있다.

## 생애
본명은 홍애경이다. 1969년 트로트 가수로 데뷔했고 같은 해 연극배우로, 이듬해 1970년 뮤지컬 배우로 데뷔하였다. 1년 후 1971년 MBC 공채 코미디언 1기로 데뷔하였다. 당시 동기는 배일집이다.

## 학력
- 동덕여자고등학교 졸업

## 출연작

### TV 프로그램
- 1971년 ~ 1985년 MBC 웃으면 복이와요
- 1976년 ~ 1980년 TBC 고전유모아극장
- 1981년 ~ 1988년 MBC 일요일 밤의 대행진
- 1990년 ~ 2009년 KBS 가족오락관 게스트 다수 출연
- 2008년 ~ 2016년 MBC 기분 좋은 날 게스트 다수 출연
- 2013년 ~ 2015년 KBS 위기탈출 넘버원 게스트 다수 출연
- 2019년 3월 20일 채널A 행복한 아침 게스트 출연
- 2020년 6월 3일 채널A 행복한 아침 게스트 출연
- 2023년 3월 11일 MBC 생방송 행복드림 로또 6/45 게스트 출연 1058회

### CF
- 1986년 동서물산 미드리 특설 쌀고
- 1986년 해태제과식품 갯마을 김와 소문난 김
- 1987년 일양약품 디세텔 (Feat. 배일집)
- 1990년 롯데제과 롯데 해바라기 초코볼 (MBC 코미디언 단체들로 출연)

## 수상
- 1980 MBC 코미디대상 최우수상
- 1981 MBC 코미디대상 특별상
- 1984 MBC 코미디대상 우수상
- 1986 중앙일보 주최 우리들의 스타상
- 1988 제24회 백상예술대상 TV 여자예능상
- 1989 MBC 코미디대상 최우수 연기상
- 1990 제17회 한국방송대상 여자코미디언상
- 2002 대한민국 연예예술상 국무총리표창